# Angostura (Antioquia)
Angostura es un municipio de Colombia, localizado en la subregión Norte del departamento de Antioquia. Limita por el norte con los municipios de Yarumal y Campamento, por el este con los municipios de Anorí y Guadalupe, por el sur con los municipios de Carolina del Príncipe y Santa Rosa de Osos y por el oeste con el municipio de Yarumal.

## Historia
De manera similar a sucedió con los inicios de los demás poblados del norte antioqueño, en las inmediaciones de la hoy Angostura habitaban inicialmente grupos de las etnias al parecer Nutabes, que allí vivieron hasta que fueron expulsados y se originó un asentamiento de buscadores de oro, a comienzos del siglo XVIII, en un lugar entonces llamado "Mina Vieja", a la vera del río Dolores. Tras algunos “ires y venires” hacia y desde otras vertientes fluviales, siempre en busca del metal, algunos pobladores se quedaron definitivamente en las orillas del río Dolores y el asentamiento comenzó a progresar. Pasó el tiempo hasta 1814 cuando el gobierno de Antioquia, bajo la dictadura de Juan del Corral erigió en municipio a esta comunidad llamándola San José de Amieta.
Posteriormente, este nombre se cambiaría por el de San José de Angostura, y finalmente la usanza terminó llamando a la población simplemente "Angostura", tal cual hoy se conoce. 
En estas tierras ocurrieron algunas batallas de la historia colombiana, particularmente libradas entre seguidores de los partidos políticos liberal y conservador, los cuales durante los tiempos de don Pedro Justo Berrío y otros tiempos, lucharon entre sí con las armas. 
De especial interés para Angostura es el legendario “Padre Marianito”. Este prelado había nacido en la ciudad de Yarumal, vecina de Angostura, en el año 1845, pero se trasladaría a Angostura desde muy joven. Ejerció allí un ejemplar sacerdocio durante 45 años, en el Teatro Cristo Rey. El Padre Marianito fue beatificado el 8 de abril de 2000, en Roma, por el sumo pontífice Juan Pablo II.etc

## Generalidades
- Fundación de Angostura, 3 de enero año de 1814
- Erección en municipio, año de 1822
- Fundadores: Pedro y Manuel Barrientos
- Apelativo de la ciudad: "La despensa del Norte".

Se comunica por carretera con los municipios de Campamento, Guadalupe, Santa Rosa de Osos, Carolina del Príncipe, Yarumal y Medellín.
El nombre de Angostura figura en los registros desde 1803. En 1814, Angostura toma el nombre de Amieta por Decreto del gobernador Dionisio Tejada, hasta 1816. Finalmente quedaría con la denominación de hoy día.

## Geografía física

### Ubicación
| Noroeste: Yarumal           | Norte: Yarumal, Campamento | Noreste: Campamento            |
| Oeste: Yarumal              |                            | Este: Guadalupe                |
| Suroeste Santa Rosa de Osos | Sur: Carolina del Príncipe | Sureste: Carolina del Príncipe |

### Clima
| Parámetros climáticos promedio de Angostura | Parámetros climáticos promedio de Angostura | Parámetros climáticos promedio de Angostura | Parámetros climáticos promedio de Angostura | Parámetros climáticos promedio de Angostura | Parámetros climáticos promedio de Angostura | Parámetros climáticos promedio de Angostura | Parámetros climáticos promedio de Angostura | Parámetros climáticos promedio de Angostura | Parámetros climáticos promedio de Angostura | Parámetros climáticos promedio de Angostura | Parámetros climáticos promedio de Angostura | Parámetros climáticos promedio de Angostura | Parámetros climáticos promedio de Angostura |
| Mes                                         | Ene.                                        | Feb.                                        | Mar.                                        | Abr.                                        | May.                                        | Jun.                                        | Jul.                                        | Ago.                                        | Sep.                                        | Oct.                                        | Nov.                                        | Dic.                                        | Anual                                       |
| ------------------------------------------- | ------------------------------------------- | ------------------------------------------- | ------------------------------------------- | ------------------------------------------- | ------------------------------------------- | ------------------------------------------- | ------------------------------------------- | ------------------------------------------- | ------------------------------------------- | ------------------------------------------- | ------------------------------------------- | ------------------------------------------- | ------------------------------------------- |
| Temp. máx. media (°C)                       | 24.3                                        | 24.8                                        | 25.2                                        | 25.3                                        | 24.9                                        | 24.9                                        | 25.5                                        | 25.1                                        | 24.6                                        | 24.0                                        | 23.7                                        | 25.2                                        | 24.8                                        |
| Temp. media (°C)                            | 19.4                                        | 19.8                                        | 20.3                                        | 20.5                                        | 20.3                                        | 20.1                                        | 20.3                                        | 19.9                                        | 19.6                                        | 19.5                                        | 19.3                                        | 19.2                                        | 19.9                                        |
| Temp. mín. media (°C)                       | 14.6                                        | 14.8                                        | 15.5                                        | 15.8                                        | 15.8                                        | 15.3                                        | 15.1                                        | 14.8                                        | 14.7                                        | 15.0                                        | 14.9                                        | 13.2                                        | 15                                          |
| Precipitación total (mm)                    | 91                                          | 96                                          | 132                                         | 289                                         | 390                                         | 376                                         | 342                                         | 369                                         | 376                                         | 365                                         | 250                                         | 137                                         | 3213                                        |
| Fuente: climate-data.org                    |                                             |                                             |                                             |                                             |                                             |                                             |                                             |                                             |                                             |                                             |                                             |                                             |                                             |

## División Político-Administrativa
Además de su Cabecera municipal. Angostura tiene bajo su jurisdicción los siguientes corregimientos (de acuerdo a la Gerencia departamental): Los Llanos de Cuivá.

## Demografía
Población Total: 11 437 hab. (2018)
- Población Urbana: 2 628
- Población Rural: 8 809

Alfabetismo: 77.7% (2005)
- Zona urbana: 87.8%
- Zona rural: 75.6%

### Etnografía
Según las cifras presentadas por el DANE del censo 2005, la composición etnográfica del municipio es: 
- Mestizos & Blancos (95,6%)
- Afrocolombianos (4,4%)

## Economía
- Agricultura: Caña de azúcar, Maíz, Yuca, Café y Plátano
- Ganadería
- Minería: oro
- Comercio.

## Fiestas
- Fiestas de la Virgen deL Carmen y el padre Marianito
- Fiestas de la Panela, del 4 al 6 de diciembre
- Festival Campesino, en diciembre
- Semana Santa, sin fecha fija en marzo o principios de abril varía según el año.

## Sitios de interés
- Iglesia parroquial de San José, donde descansa el Padre Marianito, ícono de la población
- Teatro Cristo Rey, donde ejerció su sacerdocio por espacio de 45 años el Padre Marianito
- Museo de Porfirio Barba-Jacob
- Ríos Concepción, Tenche y los Guayablaes, Dolores
- Saltos de Manzanillo
- Basilio Tusero
- Baños quebrada La Culebra
- Altos Tetón, Anime y Boquerón
- Alto de Morelia.